# Canton de Sainte-Marie-du-Mont
Le canton de Sainte-Marie-du-Mont est une ancienne circonscription administrative de la Manche.